# Saison 2 des Experts : Cyber
Chronologie
Saison 1
Cet article présente le guide des épisodes de la deuxième saison série télévisée américaine Les Experts : Cyber (CSI: Cyber).

## Généralités
- Aux États-Unis, la saison est diffusée à partir du 4 octobre 2015 sur le réseau CBS
- Au Canada, la saison est diffusée le mardi suivant sur le réseau CTV.
- En France, la saison est diffusée sur TF1 à partir du mercredi 10 février 2016, directement après la diffusion de la saison 1 jusqu'au 24 février 2016 (Soit un total de 8 épisodes sur les 18). La série est remplacée par Grey's Anatomy en attendant le doublage des derniers épisodes de cette saison[1].

## Distribution

### Acteurs principaux
- Patricia Arquette (VF : Françoise Cadol) : Dr Avery Ryan, Ph.D., agent spécial et cyber-psychologue
- Ted Danson (VF : Jean-Louis Faure) : D.B. Russell, directeur de la section[2]
- James Van Der Beek (VF : Thierry Wermuth) : Elijah Mundo, agent spécial senior
- Charley Koontz (VF : Sébastien Ossard) : Daniel Grummitz, technicien spécialiste
- Shad Moss (VF : Eilias Changuel) : Brody Nelson, cyber-hacker
- Hayley Kiyoko (VF : Marie Tirmont) : Raven Ramirez, technicienne spécialisée dans les médias sociaux

### Acteurs récurrents et invités
- Molly Burnett (en) : Nina Moore (épisodes 1, 10, 16 et 18)
- Gregg Henry : Calvin Mundo (épisodes 4, 16 et 18)
- Sean Blakemore (en) : FBI Director Silver  (épisodes 6, 11, 15, 16, 17 et 18)
- Jessica Szohr : Carmen Lopez (épisode 6)
- Matt Lanter : Tristan Jenkins[3] (épisode 7)
- Alexie Gilmore : Devon Atwood (épisode 10)
- Kelly Preston : Greer Latimore (épisodes 12, 17 et 18)
- Brent Sexton : Andrew Michaels (épisodes 13 et 18)
- Kelly Osbourne : Stella Kaine, The Angel of Digital Death[4] (épisode 13)

## Épisodes

### Épisode 1:La Poupée qui parlait
- États-Unis : 4 octobre 2015 sur CBS[5]
- Canada : 6 octobre 2015 sur CTV[6]
- Belgique : 3 février 2016 sur RTL-TVI[7]
- France : 10 février 2016 sur TF1[8]

- États-Unis : 6,79 millions de téléspectateurs[9] (première diffusion)
- Canada : 1,391 million de téléspectateurs[10] (première diffusion + différé 7 jours)
- France : 3,51 millions de téléspectateurs[11](première diffusion)

- Landall Goolsby (Harlan)
- Brian Groh (Lonnie)
- Angela Trimbur (Francine Krumitz)
- Ione Butler (Ellen Peters)
- McKenna Roberts (Rae)
- Serendipity Lilliana (Harlan's daughter)
- Zakary Shawn Risinger (Harlan's son)
- Shiloh Nelson (Lindy)
- Elyse Cole (Young Francine)
- Shane Francis Smith (Young Krumitz)
- Molly Burnett (Nina)
- John Patrick Kelly (Judge)
- Tiffany C. Adams (Defense Attorney)
- Greg Cromer (John Fable)

### Épisode 2:Au hasard d'une rencontre
- États-Unis : 11 octobre 2015 sur CBS
- Canada : 13 octobre 2015 sur CTV
- Belgique : 3 février 2016 sur RTL-TVI
- France : 10 février 2016 sur TF1

- États-Unis : 6,05 millions de téléspectateurs[12] (première diffusion)
- Canada : 1,449 million de téléspectateurs[13] (première diffusion + différé 7 jours)
- France : 2,86 millions de téléspectateurs[14](première diffusion)

- Christopher Cousins (Mason Lynne)
- Lyndon Smith (Tracy Jacobs)
- Grant Harvey (Holden Katnik)
- Marco Sanchez (Detective Gonzalez)
- Cristen Irene (Cashier)
- Graciella Evelina Martinez (HR Rep)
- A.J. Tannen (Mr. Williams)
- Scott Broderick (Landlord)
- Tony Daly (Police Officer)
- Alton Clemente (Officer)
- Dana Melanie (Marcie Lindell)
- Matthew Devine (Coworker)
- Keli Daniels (Madeline Jacobs)
- Kelly Chavers (Clerk)
- Mckenna Grace (Michelle Mundo)

Définition : Cyberstalking - The use of electronic devices to obsessively harass a victim.

### Épisode 3:La Poudrière
- États-Unis : 18 octobre 2015 sur CBS
- Canada : 20 octobre 2015 sur CTV
- Belgique : 10 février 2016 sur RTL-TVI
- France : 17 février 2016 sur TF1

- États-Unis : 5,21 millions de téléspectateurs[15] (première diffusion)
- Canada : 1,502 million de téléspectateurs[16] (première diffusion + différé 7 jours)
- France : 4,10 millions de téléspectateurs[17](première diffusion)

- Drew Nelson (Robert Gaines)
- Brad Beyer (Officer Causley)
- Cyrus Farmer (Chief Richards)
- Larry Bam Hall (Derek Noels)
- Judith Moreland (Addie Noels)
- Vince Duvall (Stan Peters)
- Amanda Payton (Nicole Gaines)
- Meghan Maureen McDonough (Female Reporter)
- Mel Fair (Male Reporter)
- Michael Linstroth (Off Duty Cop)
- Pamela Shaddock (Female Congregant)

Définition : Doxing -  fait de divulguer en ligne des informations personnelles sur un individu dans le but de lui nuire .

### Épisode 4:Jeu de piste virtuel
- États-Unis : 25 octobre 2015 sur CBS
- Canada : 27 octobre 2015 sur CTV
- Belgique : 10 février 2016 sur RTL-TVI
- France : 17 février 2016 sur TF1

- États-Unis : 6,54 millions de téléspectateurs[18] (première diffusion)
- Canada : 1,368 million de téléspectateurs[19] (première diffusion + différé 7 jours)
- France : 3,53 millions de téléspectateurs[20](première diffusion)

- Gregg Henry (Calvin Mundo)
- Nishi Munshi (Rosalyn Price)
- Frederick Koehler (Oliver Crispin)
- Dartanian Sloan (Jacob Sullivan)
- Michael Leone (Luke Sullivan)
- Jenny Cooper (Karen Sullivan)
- Brittany Beery (Alex Barnes)
- Elisha Henig (Timmy Martola)
- Mckenna Grace (Michelle Mundo)
- Albert Kuo (ND Tech)
- John Eric Montana (Judge)

### Épisode 5:Intervention en urgence
- États-Unis : 1er novembre 2015 sur CBS
- Canada : 3 novembre 2015 sur CTV
- Belgique : 17 février 2016 sur RTL-TVI
- France : 17 février 2016 sur TF1

- États-Unis : 5,44 millions de téléspectateurs[21] (première diffusion)
- Canada : 1,583 million de téléspectateurs[22] (première diffusion + différé 7 jours)
- France : 2,90 millions de téléspectateurs[23](première diffusion)

- Lauren Stamile (Dr Colleen Marks)
- Jessica Tuck (Dr Giana Luca)
- Marcus Giamatti (Artie Sneed)
- Nathan Pelle (Thomas Knight)
- Alisha Boe (Grace Clarke)
- Huntington Daly (Crash Team Nurse)
- Shaan Sharma (Doctor # 2)
- Mark Atteberry (Male Doctor)
- Andrew Lukich (Mike Mullen)
- Natisha Anderson (Nurse # 1)
- Katie Roberts (Nurse # 2)
- Lucas Kwan Peterson (Young Male Nurse)
- Craig Rhodes (Security Guard)
- Nancy De Mayo (FBI Agent)
- Colleen Foy (Paramedic)

### Épisode 6:Excès de vitesse
- États-Unis : 8 novembre 2015 sur CBS
- Canada : 10 novembre 2015 sur CTV
- Belgique : 17 février 2016 sur RTL-TVI
- France : 24 février 2016 sur TF1

- États-Unis : 5,65 millions de téléspectateurs[24] (première diffusion)
- Canada : 1,428 million de téléspectateurs[25] (première diffusion + différé 7 jours)
- France : 4,25 millions de téléspectateurs[26](première diffusion)

- Jessica Szohr (Carmen Lopez)
- Marcus Giamatti (Artie Sneed)
- Carl Donelson (Paul Martinez)
- Joseph Kibler (Kevin Cane)
- Sean Blakemore (Director Silver)
- Ryan Surratt (Steven Fuller)
- Clint Carmichael (Joe Harper)
- Jeff Elam (Car Wash Owner)
- Isaac Johnson (Police Officer # 1)
- Jonathan Stanley (Police Officer # 2)
- Alexis De LaRosa (Miguel)

Définition : Car Hacking Tool (CHT) - A malicious device a hacker connects to a car's computer, allowing them to remotely control the car.

### Épisode 7:Une famille de substitution
- États-Unis : 15 novembre 2015 sur CBS
- Canada : 17 novembre 2015 sur CTV
- France : 24 février 2016 sur TF1
- Belgique : 2 mars 2016 sur RTL-TVI

- États-Unis : 5,75 millions de téléspectateurs[27] (première diffusion)
- Canada : 1,634 million de téléspectateurs[28] (première diffusion + différé 7 jours)
- France : 3,72 millions de téléspectateurs[29](première diffusion)

- Matt Lanter (Tristan Jenkins)
- Kimberly Whalen (Isabel)
- Lak Rana (Neil Tomlin)
- Arjay Smith (Jordan Nelson)
- Kathleen Early (Georgia Stevens)
- Bruce Nozick (Gil Stevens)
- VJ Foster (Charlie Roth)
- Marc Fajardo (CSI)
- Murielle Zucker (Tampa Officer)

Définition : Malware - Software used to gather sensitive information or gain access to private computer systems.

### Épisode 8:Chasse au serpent
- États-Unis : 22 novembre 2015 sur CBS
- Canada : 24 novembre 2015 sur CTV
- France : 24 février 2016 sur TF1
- Belgique : 2 mars 2016 sur RTL-TVI

- États-Unis : 6,3 millions de téléspectateurs[30] (première diffusion)
- Canada : 1,323 million de téléspectateurs[31] (première diffusion + différé 7 jours)
- France : 3 millions de téléspectateurs[32](première diffusion)

- Diogo Morgado (Miguel Casado)
- Evan Jones (Python)
- Allen Theosky Rowe (Teddy Frankle)
- Veronica Cartwright (Renetta Ferguson)
- Julien Ari Bensimhon (Bernie Renhard)
- Angela Kerwin (Deborah Baxter)
- Sam Towers (College Kid)
- Andrew Miller (Rupert Flemming)

### Épisode 9:La reine de cœur
- États-Unis : 13 décembre 2015 sur CBS
- Canada : 15 décembre 2015 sur CTV
- Belgique : 9 mars 2016 sur RTL-TVI
- France : 21 septembre 2016 sur TF1

- États-Unis : 5,93 millions de téléspectateurs[33] (première diffusion)
- Canada : 1,059 million de téléspectateurs[34] (première diffusion + différé 7 jours)

- Mary Mouser (Shelby Lockhart)
- Alisha Boe (Grace Clarke)
- Rob Estes (Julian Perkins)
- Justin Prentice (Carter Harris)
- Christopher Cousins (Mason Lynne)
- Christopher Foley (Finn Thompson)
- Dahlia Dacosta (Coroner)
- Michelle DeFraites (Young Woman)
- Lauren Elizabeth Shaw (Quinn Elliott)

Définition :  Attaque par force brute  - Tester toutes les combinaisons possibles pour cracker un mot de passe afin d’ accéder à un appareil protégé.

### Épisode 10:Robin du web
- États-Unis : 20 décembre 2015 sur CBS
- Canada : 22 décembre 2015 sur CTV
- Belgique : 9 mars 2016 sur RTL-TVI
- France : 21 septembre 2016 sur TF1

- États-Unis : 6,18 millions de téléspectateurs[35] (première diffusion)
- Canada : 938 000 téléspectateurs[36] (première diffusion + différé 7 jours)

- Alexie Gilmore (Devon Atwood)
- Molly Burnett (Nina Moore)
- Yani Gellman (Jackson Richmond)
- Jake Delaney (Andy Wilcox)
- Carlson Young (Mia Wilcox)
- Dylan Ramsey (Man)
- Anderson Davis (Agent Davison)
- Kerry Knuppe (Young Woman)
- Derek Mio (AJ Kim)
- Stephanie Michels (Judge Meredith Terris)
- Michael Cline (CEO Ashton Wagner)

### Épisode 11:L'avion fantôme
- États-Unis : 10 janvier 2016 sur CBS
- Canada : 12 janvier 2016 sur CTV
- France : 21 septembre 2016 sur TF1

- États-Unis : 6,489 millions de téléspectateurs[37] (première diffusion)
- Canada : 1,306 million de téléspectateurs[38] (première diffusion + différé 7 jours)

- Emmitt Smith (lui-même)
- Victoria Park (actrice) (Erica Chan)
- Marcus Ashley (Irvin Minkler)
- Brian Howe (Richard Reynolds)
- Andrew Asper (Anthony Briggs)
- Ramon De Ocampo (Stewart Collingsworth)
- Marisol Ramirez (Margaret Stoller)
- Sean Blakemore (FBI Director Silver)
- Marcus Giamatti (Artie Sneed)
- Monique Lea Gall (NTSB Investigator)
- Gillian C. Brashear (Debra Custer)
- Dameon Clarke (Edward Daniels)
- Josh Drennen (FBI Agent)
- Pilar Holland (Reporter)
- Julius Denem (Paul Lammers)

### Épisode 12:Appels à l'aide
- États-Unis /  Canada : 31 janvier 2016 sur CBS / CTV
- France : 28 septembre 2016 sur TF1

- États-Unis : 6,82 millions de téléspectateurs[39] (première diffusion)
- Canada : 1,834 million de téléspectateurs[40] (première diffusion + différé 7 jours)

- Kelly Preston (Greer Latimore)
- Mitchell Ryan Miller (Leo Finch)
- Chris Mulkey (Mayor Cavanaugh)
- David Salsa (Eric O’Brien)
- David Burke (Clayton Carver)
- Nikiva Dionne (Connie Abbott)
- Hugh Holub (Darryl Ford)

### Épisode 13:Mort vivant
- États-Unis : 14 février 2016 sur CBS
- Canada : 1er mars 2016 sur CTV
- France : 28 septembre 2016 sur TF1

- États-Unis : 6,31 millions de téléspectateurs[41] (première diffusion)

- Kelly Osbourne (Stella Kaine)
- Brent Sexton (Andrew Michaels)
- Kyle Schmid (Reaper)
- Krizia Bajos (Prosecutor Shaw)
- Adam Lieberman (Alton Shepard)
- Anzu Lawson (Judge Loring)
- Jeff Bowser (Customs Agent)

### Épisode 14:Courir ou mourir
- États-Unis /  Canada : 21 février 2016 sur CBS / CTV
- France : 28 septembre 2016 sur TF1

- États-Unis : 6,69 millions de téléspectateurs[42] (première diffusion)
- Canada : 1,363 million de téléspectateurs[43] (première diffusion + différé 7 jours)

- David Clayton Rogers (Dylan Resnick)
- Riley Smith (Keith Walker)
- Alan Dale (Richard Margolin)
- Adi Ben-Ami (Sarah Walker)
- James Adam Lim (Ron Bechtel)
- Caroline Lagerfelt (Elizabeth Turner)
- Dennis W. Hall (Truck Driver)
- Tiffany Daniels (Karen Carter)
- Dylan Michel Thiffault (Barry)

### Épisode 15:La revanche de Python
- États-Unis /  Canada : 2 mars 2016 sur CBS / CTV
- France : 5 octobre 2016 sur TF1

- États-Unis : 6,61 millions de téléspectateurs[44] (première diffusion)
- Canada : 1,804 million de téléspectateurs[45] (première diffusion + différé 7 jours)

- Diogo Morgado (Miguel Vega)
- Evan Jones (Python)
- Alisha Boe (Grace Clarke)
- Sean Blakemore (FBI Director Silver)
- Matt Lasky (Asher)
- Danielle Hoetmer (Renee Clarke)

### Épisode 16:Péchés 2.0
- États-Unis : 6 mars 2016 sur CBS
- Canada : 8 mars 2016 sur CTV
- France : 5 octobre 2016 sur TF1

- États-Unis : 5,72 millions de téléspectateurs[46] (première diffusion)
- Canada : 1,199 million de téléspectateurs[47] (première diffusion + différé 7 jours)

- Gregg Henry (Calvin Mundo)
- Molly Burnett (Nina Moore)
- Jamie-Lynn Sigler (Sasha Boyd)
- Sean Blakemore (FBI Director Silver)
- Greg Winter (Pastor Harrison)
- Neil Hopkins (Jared Atchley)
- Hannah Barefoot (Marla Harrison)
- Georgie Guinane (Goth Girl)
- Aubrey Cleland (College Student)
- Tim True (Balding Man)
- Julia Parker (Mourning Mother)
- Cassidy Barnes (Toby Allen)
- Ryan David Tsang (Greg)

### Épisode 17:Pour un quart d'heure de célébrité
- États-Unis /  Canada : 9 mars 2016 sur CBS / CTV
- France : 5 octobre 2016 sur TF1

- États-Unis : 5,939 millions de téléspectateurs[48] (première diffusion)
- Canada : 1,832 million de téléspectateurs[47] (première diffusion + différé 7 jours)

- Sean Blakemore (FBI Director Silver)
- Kelly Preston (Greer Latimore)
- Spencer Locke (Madison Brooks)
- Allison Brown (Riley Vanlowe)
- Shanti Atias (Sophia)
- Gabriel Tigerman (Blake Jennings)
- Edward Finlay (Joel Matthews)
- Maurice Hall (Charity Board Member)
- John Tague (Man)
- Skyler Hart (Victor Vanlowe)

### Épisode 18:La relève
- États-Unis : 13 mars 2016 sur CBS
- Canada : 15 mars 2016 sur CTV
- France : 5 octobre 2016 sur TF1

- États-Unis : 6,32 millions de téléspectateurs[49] (première diffusion)
- Canada : 1,256 million de téléspectateurs[50] (première diffusion + différé 7 jours)

- Kelly Preston (Greer Latimore)
- Brent Sexton (Andrew Michaels)
- Gregg Henry (Calvin Mundo)
- Sean Blakemore (FBI Director Marcus Silver)
- Molly Burnett (Nina Moore)
- Tyson Turrou (Jeffrey Stevens/Echo)
- Carl McDowell (Gerald Fenwick/Wizard)
- Dallas Liu (Jake Hazelton)
- Jennifer Say Gan (Margo Hazelton)
- Bayani Ison (Robert Hazelton)
- Ariah Tsukada-Aka (Emma Hazelton)
- Stefanie Sherk (Jessica Turing)
- Boo Arnold (Wallis Gardner)
- William Langan (Rep of CIA)
- David Alexander (Rep of DOD)
- Henry Dittman (Rep of NSA)
- Jay Mitsch (Man)